# Love Hina
Love Hina (ラブひな, Rabu Hina) é uma série de mangá japonesa escrita e ilustrada por Ken Akamatsu. Foi publicado na revista Weekly Shōnen Magazine da Kodansha de outubro de 1998 a outubro de 2001, com os capítulos sendo reunidos em 14 volumes tankōbon. Uma adaptação em anime de 24 episódios da série de mangá, produzida pela Xebec, foi ao ar no Japão de abril a setembro de 2000.  
Os personagens de Love Hina são quase todas as mulheres, porém um dos dois personagens principais é homem: isso mostra a inspiração da série em jogos simuladores de romance e animes como Tenchi Muyo, que "oferecem" várias garotas ao leitor para que pelo menos uma o agrade. 
Love Hina já foi exibida pelo Cartoon Network no bloco Toonami nos primeiros meses de 2006 e também foi exibida em 2007 na PlayTV, no bloco Otacraze, junto com Ranma 1/2, Trigun e Samurai Champloo.

## Mangá
Escrito e ilustrado por Ken Akamatsu, Love Hina foi publicado na revista Weekly Shōnen Magazine da Kodansha de 21 de outubro de 1998 a 31 de outubro de 2001. Seus capítulos foram reunidos em 14 volumes tankōbon, lançados de 17 de março de 1999, a 17 de janeiro de 2002. A série foi lançada posteriormente em um formato parcialmente colorido conhecido como "Iro-Hina Version". Os 14 volumes Iro Hina foram lançados de 13 de julho de 2001 a 16 de abril de 2004. Uma nova edição de sete volumes foi lançada pela Kodansha de 12 de junho a 12 de dezembro de 2014.

## Anime
O anime foi exibido pela primeira vez na TV Tokyo, de 19 de Abril a 27 de Setembro de 2000, totalizando 24 episódios. Também foram lançados um OVA, chamado Love Hina Again, e dois episódios especiais (um em VHS e o outro em DVD). A partir de 11 de Abril de 2006, a série animada começou a ser exibida no Brasil pelo canal de TV por assinatura Cartoon Network, sendo alvo de várias reclamações de fãs devido ao horário (inicialmente meia-noite e meia, horário de Brasília).

### Episódios especiais (Mini-filmes)
Foram lançados também dois episódios especiais: Um especial de Natal e um de Primavera. Dentro da cronologia da história, eles estão entre o último episódio e os OVAs. Uma curiosidade dos episódios especias é a presença do autor, Ken Akamatsu, fazendo uma "ponta".

### OVAs
Em 2002, a empresa XEBEC lançou uma série de 3 OVAs (Love Hina Again) que concluiu a história não-terminada do anime. Eles seguem a história do mangá com pequenas diferenças a partir do episódio especial de primavera, e são concluídos por um CD com a narração do final da história. Este CD também inclui a trilha sonora do anime. Os OVAs introduzem também a personagem Kanako, irmã de Keitarô, que não havia aparecido até então.

### Trilha sonora
Anime
- Abertura: "Sakura Saku" (Flor de Cerejeira Exuberante)
- Encerramento: "Kimi sae ireba" (Se Estivesses Aqui), "Hajimari wa Koko Kara" (Já que é só o começo) (No 24° episódio)

As músicas foram cantadas por Megumi Hayashibara, que também dublava a personagem Haruka no anime.
OVAs
- Abertura: "Kirari Takaramono" (Tesouro Brilhante) - Yui Horie (Naru)
- Encerramento: "Be for you, be for me" (Seja para ti, Seja para mim), sendo que ela é cantada por personagens diferentes em cada OVA:

1. Primeiro OVA - Yui Horie (Naru)
2. Segundo OVA - Natsuko Kuwatani (Kanako)
3. Terceiro OVA - Yui Horie (Naru) e Yuji Ueda (Keitarô)

## Enredo
Love Hina conta a história do cativante personagem Keitarô Urashima, um rapaz de 19 anos de idade que já foi reprovado duas vezes na Universidade de Tóquio (Toudai), é burro, atrapalhado, vive sendo chamado de perdedor e  sendo maltratado pelas pessoas, mas, apesar de tudo, continua tentando o vestibular por ter feito uma promessa a uma garota há 15 anos. A lenda dizia que "quando duas pessoas que se amam vão juntos para a Toudai, elas serão felizes para sempre". O problema é que como sua promessa foi feita há muito tempo, Keitarô não lembra nem do nome nem do rosto da menina... E de quebra, não consegue entrar na Toudai de jeito nenhum! Ele se torna um ronin, nome dado aos samurais sem mestre e que significa "estudante sem escola", mas que no caso se refere aos estudantes que tentam várias vezes o vestibular. Após ser expulso da casa pelos pais, o coitado busca abrigo na pensão de sua avó, mas descobre que ela se tornou um alojamento feminino.
Entretanto, Keitarô consegue se tornar gerente (kanrinin) do local: a partir daí, são narradas as desventuras de Keitarô com as moradoras, sempre numa atmosfera de muito humor. Na maior parte do tempo Keitarô surpreende-as nuas sem querer (quase sempre em uma onsen, ou terma japonesa) e recebe golpes fenomenais de artes marciais. Por isso, especula-se que Keitarô seja imortal.
Todas as moradoras o odeiam no início, mas aos poucos ele conquista suas atenções. Novos personagens aparecem como Mutsumi e a tartaruga Tama-chan, cujo nome foi escolhido no Japão por um concurso entre os leitores.
Por causa de suas notas baixas, Keitarô estuda com a "número um" do cursinho, Naru Narusegawa. Depois Mutsumi Otohime se junta a eles, estudando para os três passarem no vestibular. Forma-se um triângulo amoroso entre eles, enquanto todos conseguem passar, finalmente. A partir daí, devido a uma série de eventos, Keitarô não consegue matricular-se na universidade.
Nos últimos volumes do mangá, aparece Kanako, a irmã de Keitarô, que nutre uma paixão incestuosa por ele e se torna gerente da pensão enquanto ele está no exterior, com o objetivo de se vingar das garotas pelo abuso que fizeram Keitarô passar. Mas Keitarô volta para botar ordem na casa, ele e Naru finalmente começam a namorar após resolver muitos problemas causados pela irmã Kanako. O final esclarece que a Naru é a "garota prometida", quando a avó do Keitarô conta a ele e a Naru que " A garota da Promessa esteve ao seu lado o tempo todo", revelando assim, Naru como a "garotinha". Além, é claro, das memórias de infância que a Naru recupera no decorrer da série e da cápsula do tempo em forma de "liddo-kun", na qual há uma carta em que o nome dos dois aparece embaixo do "guarda-chuva do amor", revelando que os dois já se gostavam quando eram crianças. O anime não mostra o casamento dos dois protagonistas, e muito menos deixa claro a condição da Naru como "garotinha da Promessa", deixando para imaginação de quem assistiu.

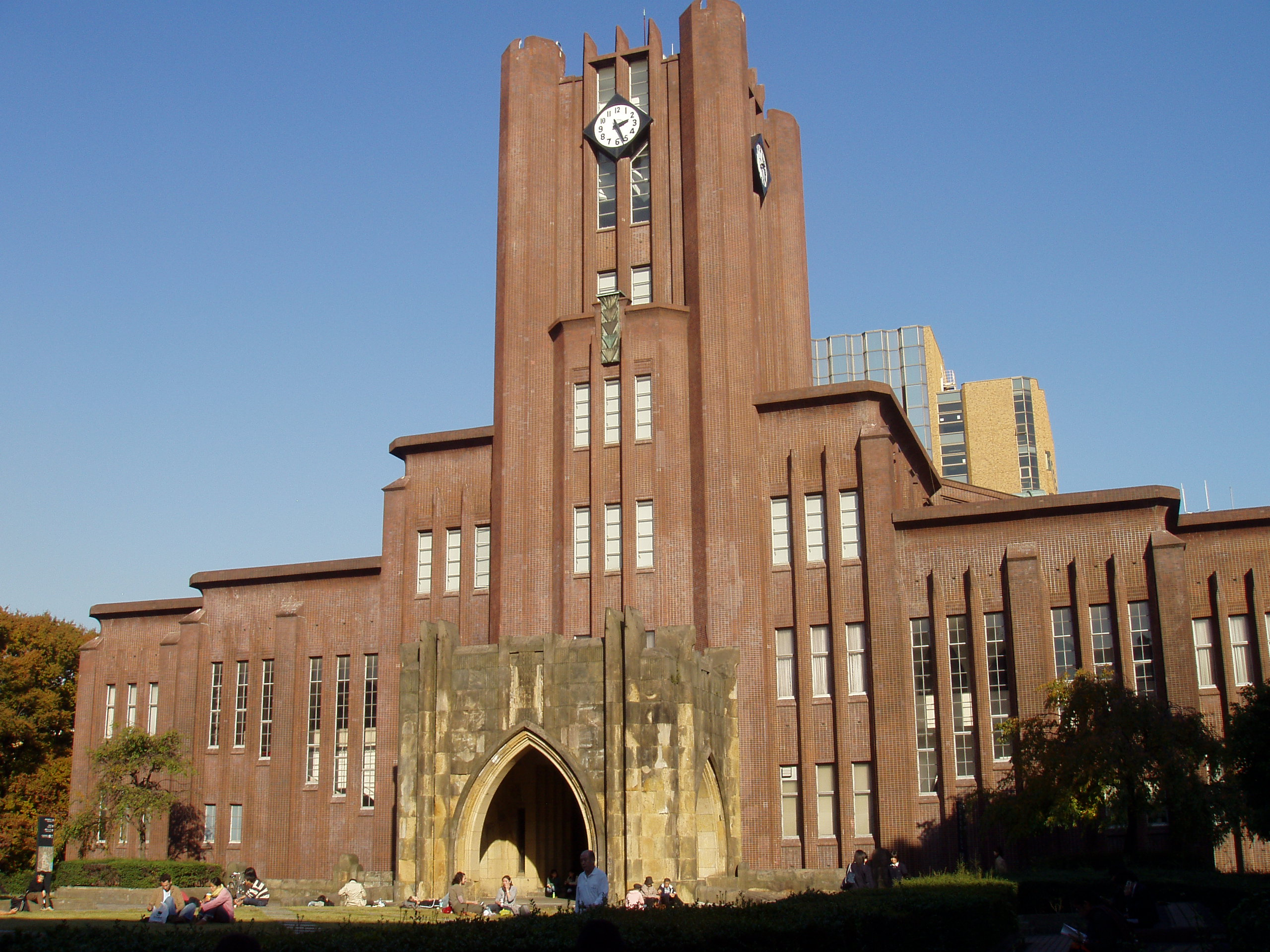
A Universidade de Tóquio (vulgarmente "Toudai") é um dos temas primários da série.

Mas apesar dos apelos sexuais, é importante ressaltar a real premissa de Love Hina, que é a superação dos desafios associada à persistência do ser humano, ou seja, aquilo que chamam popularmente por "a vitória do zé-mané": Keitarô é xingado, chamado de perdedor, incapacitado, burro e vivem dizendo que ele nunca vai mudar ou que nunca fará uma garota feliz... O que ele poderia fazer era aceitar e desistir dos sonhos... Mas ele não fez isso. Keitarô seguiu em frente, aguentou os xingamentos, sofreu, levou pancada da vida durante toda a história... Mas com tanta pancada, ele acabou aprendendo a viver, e no fim, alcançou seus sonhos. Isso prova que se aprende mais com as derrotas do que com as vitórias. E o mais impressionante de tudo isso é que as mesmas pessoas que o chamavam de perdedor acabaram tendo que passar por todas as coisas que ele passou. Quando pensavam em desistir, lembravam-se do exemplo dele de jamais desistir, e assim buscavam forças para seguir em frente. Isso também prova que é muito fácil falar mal alguém que está em pior situação, mas no fim essa pessoa vai crescer à custa das experiências ruins, e vai aprender sempre muito mais.

### Elementos fantásticos
A história de Love Hina se passa no Japão moderno, mas também fazem parte da trama elementos fantásticos, geralmente visando o humor. Por exemplo, o "mascote" da série é a tartaruga Tama-Chan, que pode voar.
A personagem Motoko é a sucessora de uma família de guerreiros, adeptos de um estilo secreto de luta, o estilo Shin Mei Ryu, Lâmina do Som Divino. Ela é capaz de desferir uma série de golpes desarmados e com a espada, que se utilizam do ki, uma força bastante comum em mangas e animes. Um de seus golpes mais extraordinários é o "Zan-Ma-Ken-Ni-No-Tachi!" ("Segunda Talhadura da Espada que Corta o Mal!"), que é capaz de destruir coisas ou pessoas malignas sem atingir os inocentes. No mangá, a irmã de Keitarô também seria a sucessora de um estilo de kung-fu.
Por fim, a personagem Kaolla Su, apesar de ser apenas uma menininha, consegue construir inventos espetaculares: os mais constantes da série são os Mecha-Tama, robôs em forma de tartaruga com alto poder de destruição.

## Personagens
Centrais
- Keitarô Urashima ([浦島景太郎, Urashima Keitarō] Erro: {{japonês}}: o texto tem marcação itálica (ajuda)): é o protagonista da história. Ele pode ser descrito como um "perdedor", fracassando em quase tudo o que faz: tira notas baixas, repetiu várias vezes no vestibular e não tem vida amorosa, exceto por uma garota que conheceu aos quatro anos de idade. Há quinze anos ele brincava com uma garota, e os dois se amavam. Ela disse que quem se ama vai para a Toudai (Universidade de Tóquio) junto. Assim ele cresce com essa ideia fixa, entrar na universidade. Por não ter dinheiro e sofrer constantes fracassos, acaba sendo expulso de casa pelos pais e vai pedir abrigo na pensão de sua avó, só que descobre que o lugar virou um alojamento feminino. Ele acaba virando o kanrinin (gerente) e caindo em muitas confusões com as garotas. Seu grande amor é Naru Narusegawa, só que toda hora por alguma razão ele acaba fazendo algo errado, o que faz com que ele sempre apanhe das mulheres. Mais tarde pega gosto pelo trabalho de arqueologia, indo trabalhar com Seta em busca da civilização Tartaruga. O nome do personagem vem da antiga lenda japonesa do pescador Urashima Taro. Encerra a história no mangá casando-se com Naru Narusegawa.

- Naru Narusegawa ([成瀬川なる, Narusegawa Naru] Erro: {{japonês}}: o texto tem marcação itálica (ajuda)): é a principal personagem feminina da história. Ela é descrita como de forte personalidade, nervosa e irritada, por isso ela costuma agredir Keitarô quando este a apalpa ou a vê seminua (o que acontece com freqüência, geralmente de maneira acidental, sendo a piada mais recorrente da história). Mas à parte tanta agressividade ela é uma ótima pessoa, doce, romântica e carinhosa. Ela também é muito inteligente, tendo obtido o primeiro lugar no simuladão nacional do vestibular. Mesmo assim, ela não passa na Toudai em um primeiro momento. Teve um grande amor por Seta, quando esse era professor particular dela. Tem um Liddo de pelúcia. Cozinha bem, apesar de a comida ter uma aparência não muito boa. Fisicamente, Naru parece-se muito com Mutsumi Otohime. E mais tarde na história revela seu amor por Keitarô, tanto que a série do mangá encerra-se com o casamento dos dois protagonistas.

- Mutsumi Otohime ([乙姫むつみ, Otohime Mutsumi] Erro: {{japonês}}: o texto tem marcação itálica (ajuda)): a protagonista feminina depois de Naru, é uma espécie de "versão feminina" de Keitarô, pois possui diversas similaridades para com ele: ambos têm a mesma idade, são avoados, propensos ao azar, distraídos, repetiram várias vezes o vestibular e têm seus nomes baseados em lendas japonesas (no caso dela, a lenda da Princesa Otohime). Apesar disso, Mutsumi, tal como Keitarô, é também otimista e persistente, principalmente no tocante ao vestibular da Toudai. Ela sabe falar com tartarugas, o que não admite. Ela ama melancias e kotatsu. Tem saúde frágil, o que faz com que ela desmaie muitas vezes - especula-se que ela sofre de anemia pelo fato de ter passado a maior parte da vida alimentando-se somente de melancias. Por causa disso ela vive com um testamento na bolsa. É fã do Liddo. Por ter passado algum tempo na pensão Hinata conhece quase todas as passagens secretas. Ela nasceu em Okinawa e possui muita afinidade para com Naru, com quem é também muito parecida fisicamente.

- Shinobu Maehara ([前原しのぶ, Maehara Shinobu] Erro: {{japonês}}: o texto tem marcação itálica (ajuda)): é uma menina meiga e prendada. Geralmente está fazendo uma tarefa doméstica ou cercada de bichos de pelúcia, destacando seu caráter inocente. Adora cozinhar, o que faz muito bem. Gosta muito do Keitarô, sendo a única que nunca é rude ou levanta a mão para ele, só que por ser tímida sempre se atrapalha na frente dele. Sua melhor amiga é Kaolla Su.

- Motoko Aoyama ([青山素子, Aoyama Motoko] Erro: {{japonês}}: o texto tem marcação itálica (ajuda)): é a "menina forte" do grupo. Os golpes da Naru no Keitarô nem se comparam aos da Motoko. Ela é uma praticante de kendô, de grande disciplina e uma atitude quase masculina, ela sempre está carregando sua shinai (espada de bambu, típica da prática de kendô) para infelicidade de Keitarô. Um dia ela viu sua irmã beijar o seu marido. Desde então ela passou a odiar homens. Ela tem uma relação de ódio e amor por Keitaro. Ela não gosta dele porque não suporta presenças masculinas ao seu redor, mas apesar disso ela eventualmente desenvolve outros sentimentos mais profundos por ele. Mais tarde aprende a ser não apenas forte, como também mais amável feminina e muito estudiosa (por seu impoluto senso de ética e justiça, ela estuda Direito).

- Kaolla Su ([カオラ・スゥ, Kaora Sū] Erro: {{japonês}}: o texto tem marcação itálica (ajuda)): é uma garota engraçada, vinda do reino exótico de Moru Moru, no meio do Oceano Pacífico, onde é princesa. Ela adora bananas e é capaz de construir máquinas surpreendentes com alto poder de destruição. Seu quarto é uma mini-floresta. Adora pular em cima de Keitarô. Vive grudada em Motoko, e sempre que ela a sai se gruda em outro, normalmente Keitarô. Com a chegada de Sarah as duas aprontam várias confusões, conhecendo todas as passagens secretas da pensão. Um de seus maiores sonhos é comer a Tama-chan, criando robôs tartarugas (Mecha Tama) para lutar contra ela.

- Mitsune Konno ([紺野みつね, Konno Mitsune] Erro: {{japonês}}: o texto tem marcação itálica (ajuda)): também chamada de "Kitsune", é uma jovem freelancer (pessoa que vive de trabalhos temporários ou faz serviços autônomos) que age como uma espécie de fio condutor da história. Possui personalidade bastante "largada" e aparente descompromissada da vida. Gosta de embebedar-se em saquê e apostar em corridas de cavalos. Seu apelido é "kitsune" (raposa em japonês), o qual define muito bem a aparência, sempre de olhos fechados, e a personalidade sacana, fofoqueira, esperta e um tanto "oportunista" de sua dona.

- Haruka Urashima ([浦島はるか, Urashima Haruka] Erro: {{japonês}}: o texto tem marcação itálica (ajuda)): é a tia de Keitarô. Ela administra uma casa de chá e intermédia os conflitos entre os outros personagens. Uma grande paixão de seu passado é Seta, mas por causa de burradas dele ela vive batendo nele (parecem versões mais velhas de Keitarô e Naru). É muito forte, especialista em artes marciais e tiro ao alvo, e vive fumando cigarros. Odeia ser chamada de "tia" por Keitarô porque isso a faz sentir-se velha (costuma agredir quem faz isso, especialmente Seta ou Keitarô).

- Noriyasu Seta ([瀬田 記康, Seta Noriyasu] Erro: {{japonês}}: o texto tem marcação itálica (ajuda)): o desastrado professor de arqueologia da Universidade de Tóquio. Ele vira uma espécie de mentor e conselheiro para Keitarô. Geralmente está acompanhado de sua filha adotiva Sarah McDougal. Adora viajar e encontrar artefatos da antiga Civilização Tartaruga, contando sempre com a ajuda de Keitarô. Vive fumando, é um típico mau motorista, cabeça avoada e sem muita seriedade na vida, mas com um ótimo coração. Ao que parece, é extremamente semelhante a Keitarô em alguns aspectos - dois exemplos, também é "imortal" (resistindo ao mais incríveis acidentes com sua van, sempre sangrando no rosto após cada batida), e também repetiu o vestibular 3 vezes antes de entrar para a Toudai.

- Sarah McDougal ([サラ・マクドゥガル, Sara MakuDugaru] Erro: {{japonês}}: o texto tem marcação itálica (ajuda)): a mãe de Sarah, norte-americana, amava Seta e era rival de Haruka pelo amor dele. Ela morreu, e sua filha Sarah ficou sob os cuidados de Seta. Ela ama seu "pai", odiando quando ele a deixa na pensão. Adora jogar artefatos antigos na cabeça de Keitarô. Mais tarde aprende a gostar de todos da pensão (exceto ao Keitarô) e vira companheira de traquinagens de Kaolla e Shinobu.

Outros
- Kanako Urashima ([浦島可奈子, Urashima Kanako] Erro: {{japonês}}: o texto tem marcação itálica (ajuda)): é a irmã não-sangüínea de Keitarô. Quando Keitaro resolve fazer uma viagem, ela o substitui como gerente da pensão. É uma pessoa muito séria, responsável e severa. Nunca ri para ninguém (nem mesmo para o seu irmão). Nutre uma paixão incestuosa por Keitaro e acha que Naru não é a pessoa certa para ele. É especialista em disfarces e ventriloquia, o que muito a ajuda a enganar e pregar peças nas demais moradoras da Pensão.
Personagem exclusiva do mangá e do OVA Love Hina Again.

- Mei Narusegawa ([成瀬川 メイ, Narusegawa Mei] Erro: {{japonês}}: o texto tem marcação itálica (ajuda)): é a irmã não-sangüínea de Naru. Mei pensa que Naru nunca gostou dela e que saiu de casa por sua causa. Sendo assim, como futuramente ela irá viajar para o exterior, quer que Naru seja feliz de novo retornando ao lar, mesmo que isso signifique separá-la de Keitarô.
Personagem exclusiva do anime e do OVA Love Hina Again, mas faz uma breve aparição na penúltima página do último volume do mangá.

- Tsukuro Aoyama ([青山 鶴子, Aoyama Tsuruko] Erro: {{japonês}}: o texto tem marcação itálica (ajuda)): irmã mais velha de Motoko. É uma destruidora de demônios de primeira classe e também muito bonita. Não pôde suceder o estilo Shinmei porque se casou, por isso sempre que vai à Pensão tenta obrigar Motoko a suceder a arte da família, o que ela recusa terminalmente. Vive uma vida pacata, mas muito satisfatória como dona-de-casa.
Personagem exclusiva do mangá e do anime.

- Hinata Urashima ([浦島 ひなた, Urashima Hinata] Erro: {{japonês}}: o texto tem marcação itálica (ajuda)): a misteriosa avó de Keitarô e Kanako e proprietária original da Pensão que leva o nome da família. Ela conhece toda a verdade sobre a história da promessa de Keitarô em entrar para a Toudai. Próximo de nada se sabe sobre ela, a não ser que tem um espírito muito jovial e adora viajar pelo mundo em busca de novos amores.
Seu rosto aparece no anime e no OVA Love Hina Again, mas nunca é visto no mangá.

- Masayuki Haitani ([灰谷 真之, Haitani Masayuki] Erro: {{japonês}}: o texto tem marcação itálica (ajuda)) e Kimiaki Shirai ([白井 功明, Shirai Kimiaki] Erro: {{japonês}}: o texto tem marcação itálica (ajuda)): ambos são amigos de infância e colegas de cursinho pré-vestibular de Keitarô - tanto que formam o chamado "Trio de Óculos" quando estão juntos. Eles também são muito azarados no amor e tiram péssimas notas no curso. Haitani adora paquerar meninas solteiras e Shirai prefere assistir animes na TV. Outro "passatempo" deles é criar situações românticas de Keitarô para com Naru.
Possuem pouquíssimas aparições no mangá, sendo mais vistos no anime.

- Kentarô Sakata ([坂田 健太朗, Sakata Kentarō] Erro: {{japonês}}: o texto tem marcação itálica (ajuda)): o típico "galã rico, bonito e conquistador", ele rivaliza com Keitarô na batalha pelo amor de Naru, pois se gaba de ter sido aprovado na Toudai numa única tentativa. Adora cortejar Naru e às vezes fazer a cabeça da garota com mentirinhas bobas contra Keitarô, mas apesar disso não chega a ser um mau sujeito.
Personagem exclusivo do anime e do OVA.

- Amalla Suu ([アマラ・スゥ, Amara Sū] Erro: {{japonês}}: o texto tem marcação itálica (ajuda)): irmã mais velha de Kaolla Suu pertence a uma ramificação menor da realeza de Moru Moru. Ela e Kaolla são as garotas da tradição mágica de seu país.
Personagem exclusiva do anime.

- erro em {{japonês}}: Texto em japonês ou romaji necessário (ajuda): assim como Amalla ele também é um irmão mais velho de Kaolla Suu. Ele vai ao Japão para se casar com ela, já que ele é o príncipe herdeiro do reino de Moru Moru (país natal dos Suu) e naquele país consta como tradição o casamento com uma irmã.
Personagem exclusivo do anime.

- Nyamo Namo ([(ニャモ・ナーモ, Nyamo Nāmo] Erro: {{japonês}}: o texto tem marcação itálica (ajuda)): semelhante a Shinobu em vários aspectos - tanto físicos quanto de personalidade -, exceto que é mais alta, tem pele escura de sol e quase sempre anda descalça. Nativa da ilha de Pararacelso torna-se grande amiga de Shinobu (logo após algumas trapalhadas básicas), com quem aprende rapidamente a falar japonês básico (o idioma nativo de Pararacelso é um inglês muito "quebrado", próximo do inglês falado na Austrália). Afeiçoou-se muito com Keitarô e Seta (o falecido avô de Nyamo era amigo e mentor de escavações de Seta), mas morre de medo de Naru, pois por quase sempre flagrar Naru batendo em Keitarô, acha que também será agredida pela garota.
Personagem exclusiva do mangá e do Especial de Primavera.

- Ema Maeda ([真枝 絵馬, Maeda Ema] Erro: {{japonês}}: o texto tem marcação itálica (ajuda)): sua aparição é curta, mas o suficiente para provar que é uma personagem muito cativante e esforçada. Seu sonho é entrar na Toudai e por isso quando ouviu um boato sobre um alojamento dos sonhos onde todas as moradoras de lá estudavam na Toudai, Ema resolve ir morar na Pensão Hinata. Não apenas entrar para a Toudai, Ema também deseja melhorar sua própria auto-estima, pois usa óculos enormes e possui atributos físicos "miseráveis" para ela.
Personagem exclusiva do epílogo no último volume do mangá.

- erro em {{japonês}}: Texto em japonês ou romaji necessário (ajuda): a mãe de Mutsumi e outras 7 crianças, sendo todos igualmente naturais de Okinawa. Ela é tal como Mutsumi, muito avoada, propensa à má-sorte e sofrendo incríveis acidentes, mas também caridosa, afável, compreensiva e sorridente. Trabalhou na Pensão Hinata quando mais jovem, o que possivelmente explicaria a amizade de infância entre Mutsumi, Naru e Keitarô. Natsumi tem um irmão mais velho que é pescador.
Personagem exclusiva do mangá.

- Sachiyo Matsumoto ([松本 幸代, Matsumoto Sachiyo] Erro: {{japonês}}: o texto tem marcação itálica (ajuda)), Emi Ichikawa ([市川 えみ, Ichikawa Emi] Erro: {{japonês}}: o texto tem marcação itálica (ajuda)) e Onoue Kikuko ([尾上 菊子, Onoue Kikuko] Erro: {{japonês}}: o texto tem marcação itálica (ajuda)): estas 3 meninas são exclusivas do anime e têm pouca ou nenhuma importância significativa na série. Exerciam o papel secundário de "colegas de turma" de Motoko, as quais sempre a acompanhavam.
Aparecem ao fundo na capa do volume 16 da edição brasileira do mangá.

Animais e mascotes
- Tama ([タマ, Tama] Erro: {{japonês}}: o texto tem marcação itálica (ajuda)): cujo nome completa é Onsen Tamago (温泉 たまご), é o mascote principal de Love Hina. É uma tartaruga aquática natural de Okinawa. Adora banhos de águas termais, come melancias, deflete lâminas de espadas, sabe voar e faz muitas outras coisas excepcionais que nenhum animal "normal" poderia fazer. Em compensação, vez ou outra, acaba sendo quase cozida viva por Kaolla, que sonha em comer um belo ensopado de tartaruga. Seu nome (tamago, que significa ovo em japonês) foi escolhido por leitores do mangá um concurso de nomes durante a época da veiculação do anime no Japão.

- erro em {{japonês}}: Texto em japonês ou romaji necessário (ajuda): uma espécie de "versão adulta" da Tama-Chan, é muito comum nas ilhas de Pararacelso e Moru Moru. Não sabe voar, possui movimentação lenta e usualmente está perto de Nyamo, servindo-lhe de mascote ou carregador de objetos pesados.

- erro em {{japonês}}: Texto em japonês ou romaji necessário (ajuda): apesar de ser um mascote de pelúcia e não um animal vivo, é de grande importância no enredo, pois ele é uma espécie de conexão entre as infâncias de Keitarô, Naru e Mutsumi - ele é o protagonista do anime "Liddo e Sua Turma" (composto por ele e outros dois Liddos chamados "Doutor" e "Tapado"), o qual Keitarô, Mutsumi e Naru assistiam quando crianças, inclusive até cantando juntos a música-tema do desenho. Anos depois, descobre-se que o Liddo que estava no quarto de Naru era de Mutsumi, que o deu a ela como sinal de amizade.

- erro em {{japonês}}: Texto em japonês ou romaji necessário (ajuda): um pássaro dourado similar a um fênix, pertencia a Tsukuro (irmã de Motoko) quando esta ainda praticava o estilo Shinmei. Após sua primeira vitória sobre a irmã, Motoko herda Shippuu da irmã (Tsuruko o substitui por um outro pássaro da mesma espécie, porém maior, de cor escura e cujo nome nunca é dito), e este passa a ser para ela um fiel aliado de batalha em lutas contra o mal.

- Kuro ([クロ, Kuro] Erro: {{japonês}}: o texto tem marcação itálica (ajuda)): uma gata preta pertencente a Kanako. É muito perceptiva (principalmente no tocante aos sentimentos das pessoas, em especial Kanako), adora xeretar em pacotes, sabe voar e aprecia ambientes calorosos. Através de uma técnica avançada de ventriloquia, Kanako projeta sua voz sobre a gata, fazendo parecer com que ela fale a língua humana. Seu nome vem da palavra kuroi, que significa preto em japonês.

- erro em {{japonês}}: Texto em japonês ou romaji necessário (ajuda): nas raras ocasiões em que Keitarô e Naru vão à ilha de Okinawa para visitar a família de Mutsumi, o cachorro Rex (possivelmente da raça vira-lata) pode ser visto nos arredores da ilha ou acompanhando o irmão de Natsumi em alto mar.

- erro em {{japonês}}: Texto em japonês ou romaji necessário (ajuda): um camaleão verde que pertence a Ema Maeda. Assim como Tama-Chan ele sabe voar e aprecia banhos de águas termais. Não costuma afastar-se de sua dona, a não ser que esteja em companhia dos outros mascotes da Pensão Hinata. Apesar de ser um camaleão, não consegue mudar de cor.

- erro em {{japonês}}: Texto em japonês ou romaji necessário (ajuda): o fiel crocodilo albino que acompanha Amalla Suu como seu mascote.

## Jogos eletrônicos
Foram lançados também jogos de videogame baseados na história de Love Hina, para diversos consoles. A maioria dos jogos está disponível apenas em japonês.
- Love Hina no Engage Totsuzen Happening (2000, Dreamcast)
- Love Hina: Ai wa Kotoba no Chuu ni (2000, PlayStation)
- Love Hina 2: Kotoba wa Konayuki no you ni (2000, PlayStation)
- Love Hina: Smile Again (2001, Dreamcast)
- Love Hina Pocket (2001, Game Boy Color)
- Love Hina Party (2001, Game Boy Color)
- Love Hina Advance (2001, GBA)
- Love Hina Gojasu: Chiratto Happening!! (2003, PlayStation 2)